# 龐懷德
龐懷德（俄语：Фабиан Иванович Абрантович，1884年9月14日—1946年1月2日），是天主教白俄羅斯籍神父及聖母無染原罪司鐸會會士。曾任前俄羅斯禮天主教哈爾濱宗座代牧區宗座代牧 (1928年-1939年)。

## 生平

### 沙俄時期
龐懷德出生於1884年9月14日在俄羅斯帝國白俄羅斯明斯克省的市鎮納瓦格魯德斯基區。他在俄羅斯帝國聖彼得堡聖彼得堡羅馬天主教神學院獲得神學碩士學位，並於1908年11月9日他24歲時晉鐸。
1910年至1912年間，在聖加大肋納聖殿服務。隨後，他在比利時魯汶天主教大學完成博士學位。

### 白俄獨立運動
他在白俄羅斯獨立運動中非常活躍。他與幾個學生組織團體，出版許多白俄羅斯獨立刊物，推動白俄羅斯基督教民主主義。1918年3月25日，白俄羅斯成功由德國扶植獨立。
同年秋季，白俄羅斯明斯克成立神學院，他被任命為首任校長。他任職期間，在明斯克大力推廣白俄羅斯文化及天主教的白俄羅斯語本地化，以抗行波蘭的文化入侵。
1919年爆發波蘇戰爭，白俄羅斯被蘇聯和波蘭第二共和國各自佔領。龐懷德在波蘭管治的西白俄羅斯繼續牧靈工作。1923年，他在當地加入聖母無染原罪司鐸會，並繼續推動白俄羅斯獨立運動。

### 出任代牧
他強烈抗議聖座和波蘭政府之間針對白俄羅斯獨立的協約。1928年5月20日，龐懷德在42歲時獲時任教宗庇護十一世任命為到中國俄羅斯禮天主教哈爾濱宗座代牧區宗座代牧。

### 被捕入獄
1939年，龐懷德出席在羅馬舉行的修會會議上獲選為新一任會長。同年他回到西白俄羅斯為利沃夫的東儀天主教團體籌集資金。同年8月23日，蘇聯與納粹德國簽定德蘇互不侵犯條約。蘇聯軍隊入侵由波蘭管治的加利西亞。龐懷德試圖逃往納粹德國統治下的波蘭地區，但於10月25日紅軍發現並被捕入獄。他被指控為聖座進行從事反蘇煽動和間諜活動，受到酷刑對待。
1940年1月，被轉移送到莫斯科，並於1942年判處罪名成立，判十年徒刑。聖座相信龐懷德於1946年1月2日在蘇聯莫斯科布提爾卡監獄中死於酷刑，享年61歲。
2003年，教會開始對龐懷德進行宣福程序。